# Markopoulo Oropou
Markopoulo Oropou (in greco Μαρκόπουλο Ωρωπού?) è una ex comunità della Grecia nella periferia dell'Attica (unità periferica dell'Attica Orientale) con 3894 abitanti secondo i dati del censimento 2001.
È stata soppressa a seguito della riforma amministrativa, detta Programma Callicrate, in vigore dal gennaio 2011 ed è ora compresa nel comune di Oropos.

## Località
La comunità è suddivisa nei seguenti villaggi:
- Nea Livisi
- Paralia Markopoulou
- Perivoli